# Куп шест нација 2018.
Куп шест нација 2018. (службени назив: NatWest 6 Nations) је било 124. издање овог најелитнијег репрезентативног рагби такмичења Старог континента. Гренд слем је освојила Ирска, пошто је у 5 тест мечева забележила максималних 5 победа. Италија је изгубила све утакмице, Француска и Енглеска су играли испод нивоа, док су Велс и Шкотска били солидни.

## Учесници
Напомена:
Северна Ирска и Република Ирска наступају заједно.
|   | Селекција                      | Стадион                             | Селектор        | Капитен        |
| - | ------------------------------ | ----------------------------------- | --------------- | -------------- |
| 1 | Рагби репрезентација Италије   | Стадион Олимпико, Рим (73 261)      | Конор О'шеј     | Серђо Парисе   |
| 2 | Рагби репрезентација Француске | Стад де Франс, Париз (81 338)       | Жак Брунел      | Жулијен Жирадо |
| 3 | Рагби репрезентација Енглеске  | Стадион Твикенам, Лондон (82 000)   | Еди Џоунс       | Дилан Хартли   |
| 4 | Рагби репрезентација Шкотске   | Стадион Марифилд, Единбург (67 144) | Грегор Таунсенд | Џон Баркли     |
| 5 | Рагби репрезентација Велса     | Стадион Миленијум, Кардиф (74 500)  | Ворен Гатланд   | Алан Вин Џонс  |
| 6 | Рагби репрезентација Ирске     | Стадион Авива, Даблин (51 700)      | Џо Шмит         | Рори Бест      |

## Састави репрезентација
Италија 
'Скрам'
- Лука Биђи, Бенетон
- Оливеро Фабијани, Зебре
- Леонардо Ђиралдини, Стад Тулуз
- Симоне Ферари, Бенетон
- Андреа Ловоти, Зебре
- Тизијано Пасквали, Бенетон
- Никола Кваљијо, Бенетон
- Марко Рићиони, Бенетон
- Ђорђе Бијађи, Зебре
- Дин Бад, Бенетон
- Федерико Руза, Бенетон
- Алесандро Зани, Бенетон
- Ренато Ђиамароли, Зебре
- Ђовани Ликата, Фијама Оре
- Максиме Мбанда, Зебре
- Себастијан Негри, Бенетон
- Серђо Парисе, Стад Франс, капитен
- Брен Стејн, Бенетон

'Бекови'
- Едоардо Гори, Бенетон
- Марсело Виоли, Зебре
- Томасо Алан, Бенетон
- Карла Кана, Зебре
- Ијан Макинли, Бенетон
- Томазо Бенвенути, Бенетон
- Ђулијо Бисењи, Зебре
- Томазо Бони, Зебре
- Томазо Кастели, Зебре
- Матија Бетели, Зебре
- Матео Минози, Зебре
- Џејден Хаувард, Бенетон
- Едуардо Падовани, Зебре

Француска 
'Скрам'
- Камиле Чет, Расинг 92
- Жилем Жирадо, Тулон, капитен
- Кристофер Толофуа, Сараценси
- Еди бен Ару, Расинг 92
- Седат Гомеш Са, Расинг 92
- Џеферсон Појро, Бордо бегл
- Дени Присо, Ла Рошел
- Раба Слимани, Клермон Оверња
- Пол Габрилаж, Стад Франс
- Артур Итурија, Клермон Оверња
- Феликс Лемби, Лион
- Себастијан Вахамахина, Клермон Оверња
- Јакуба Камара, Монпеље
- Кевин Жордон, Ла Рошел
- Ентони Јелонч, Кастр
- Венсеслаш Лоре, Расинг 92
- Секу Макалу, Стад Франс
- Марко Толење, Бордо бегл

'Бекови'
- Ентони Дупон, Тулуз
- Максим Машенод, Расинг 92
- Морган Пара, Клермон Оверња
- Ентони Бели, Тулон
- Метју Жалиберт, Бордо бегл
- Анри Шаванси, Расинг 92
- Џонатан Денти, Стад Франс
- Џофри Думајру, Ла Рошел
- Реми Ламерат, Клермон Оверња
- Бенџамин Фел, Монпеље
- Теди Томас, Расинг 92
- Вирими Вакатава, Расинг 92
- Брис Дулин, Расинг 92
- Џофри Палис, Кастр

Енглеска 
'Скрам'
- Том Дан, Бат
- Џејми Џорџ, Тулон, Сараценси
- Дилан Хартли, Нортхемптон, капитен
- Лујис Бојс, Харлеквинси
- Ден Кол, Лестер
- Алек Хефбурн, Ексетер
- Кил Синклер, Харлеквинси
- Мако Вунипола, Сараценси
- Хери Вилијамс, Ексетер
- Ник Исикви, Сараценси
- Маро Итоже, Сараценси
- Џорџ Крус, Сараценси
- Џо Лончбери, Воспс
- Кортни Ловс, Нортхемптон
- Гери Грејем, Њукасл
- Зек Мерсер, Бат
- Крис Робшо, Харлеквинси
- Сем Андерхил, Бат
- Сем Симондс, Ексетер

'Бекови'
- Дени Кер, Харлеквинси
- Бен Јангс, Лестер
- Џорџ Форд, Лестер
- Алекс Лозовски, Сараценси
- Маркус Смит, Харлеквинси
- Овен Ферел, Сараценси
- Џонатан Џозеф, Бат
- Хенри Слејд, Ексетер
- Бен Тео, Вустер
- Нејтан Ирл, Сараценси
- Џек Ноуел, Ексетер
- Џони Меј, Лестер
- Дени Соломона, Сејл
- Ентони Вотсон, Бат
- Мајк Браун, Харлеквинси
- Хери Малиндер, Нортхемптон

Шкотска 
'Скрам'
- Скот Лосон, Њукасл
- Стјуарт Макинли, Единбург
- Џорџ Турнер, Глазгов
- Симон Берген, Единбург
- Џејми Бати, Глазгов
- Мари Макалум, Единбург
- Гордон Рид, Лондон Ајриш
- Дарси Ри, Глазгов
- Џон Велш, Њукасл
- Грент Гилкрајст, Единбург
- Ричи Греј, Тулуз
- Џони Греј, Глазгов
- Бен Толс, Единбург
- Џон Баркли, Скарлетси, капитен
- Магнус Бредбери, Единбург
- Лук Хамилтон, Лестер
- Роб Харли, Глазгов
- Хемиш Вотсон, Единбург
- Дејвид Дентон, Вустер
- Корнел ду Приз, Единбург
- Рајан Вилсон, Глазгов

'Бекови'
- Нејтан Фаулс, Единбург
- Грег Леидлоу, Клермон
- Али Прајс, Глазгов
- Хенри Пиргос, Глазгов
- Питер Хорн, Глазгов
- Рарид Џексон, Глазгов
- Фин Расел, Глазгов
- Марк Бенет, Единбург
- Алекс Дунбар, Глазгов
- Ник Григ, Глазгов
- Крис Херис, Њукасл
- Хју Џонс, Глазгов
- Данкан Тејлор, Сараценси
- Ли Џонс, Глазгов
- Шон Мејтланд, Сараценси
- Биран Макгијан, Сејл
- Томи Симур, Глазгов
- Стјуарт Хог, Глазгов
- Блер Кингхорн, Единбург

Велс 
'Скрам'
- Скот Балдвин, Оспрејси
- Елиот Ди, Дрегонси
- Кен Овенс, Скарлетси
- Роб Еванс, Скарлетси
- Томас Френсис, Ексетер
- Вин Џонс, Скарлетси
- Семсон Ли, Скарлетси
- Дилон Лујис, Кардиф
- Ники Смит, Оспрејси
- Адам Бирд, Оспрејси
- Бредли Дејвис, Оспрејси
- Себ Дејвис, Кардиф
- Бен Толс, Дрегонси
- Кори Хил, Дрегонси
- Алан Вин Џонс, Оспрејси, капитен
- Џејмс Дејвис, Скарлетси
- Елис Џенкинс, Кардиф
- Џош Навиди, Кардиф
- Ерон Шинглер, Скарлетси
- Јустин Типурић, Оспрејси
- Таулупе Фалетау, Бат
- Рос Мориарти, Глостер

'Бекови'
- Алед Дејвис, Скарлетси
- Герет Дејвис, Скарлетси
- Рис Веб, Оспрејси
- Герет Енскомб, Кардиф
- Ден Бигар, Оспрејси
- Рис Печел, Скарлетси
- Рис Пристланд, Бат
- Хејдли Паркс, Скарлетси
- Овен Воткин, Оспрејси
- Овен Вилијамс, Глостер
- Скот Вилијамс, Скарлетси
- Џош Адамс, Вустер
- Халам Амос, Дрегонси
- Алекс Катберт, Кардиф
- Стефан Еванс, Скарлетси
- Џорџ Норт, Нортхемптон
- Ли Халфпени, Скарлетси
- Лијамс Вилијамс, Сараценси

Ирска  
'Скрам'
- Рори Бест, Алстер, капитен
- Шон Кронин, Ленстер
- Роб Херинг, Алстер
- Тед Фурлонг, Ленстер
- Кијан Хили, Ленстер
- Дејвид Килкојн, Манстер
- Џек Мекгрет, Ленстер
- Ендру Портер, Ленстер
- Џон Рајан, Манстер
- Алтан Дилан, Конот
- Ијан Хендерсон, Алстер
- Квин Ру, Конот
- Џејмс Рајан, Ленстер
- Девин Тонер, Ленстер
- Ден Леви, Ленстер
- Џорди Марфи, Ленстер
- Питер Омахони, Манстер
- Џош ван дел Флајер, Ленстер
- Џек Конан, Ленстер
- КЏ Стендер, Манстер

'Бекови'
- Кирен Мармион, Конот
- Лук МекГрет, Ленстер
- Конор Мари, Манстер
- Џо Кербери, Ленстер
- Ијан Китли, Манстер
- Џони Секстон, Ленстер
- Банди Аки, Конот
- Крис Ферел, Манстер
- Роби Хеншо, Ленстер
- Рори Скенел, Манстер
- Ендру Конвеј, Манстер
- Кит Ирлс, Манстер
- Фергус Мекфаден, Ленстер
- Џејкоб Стокдејл, Алстер
- Роб Карни, Ленстер
- Џордан Лермур, Ленстер

## Резултати
Прво коло
Велс - Шкотска 34-7
Француска - Ирска 13-15
Италија - Енглеска 15-46
Друго коло
Ирска - Италија 56-19
Енглеска - Велс 12-6
Шкотска - Француска 32-26
Треће коло
Француска - Италија 34-17
Ирска - Велс 37-27
Шкотска - Енглеска 25-13
Четврто коло
Ирска - Шкотска 28-8
Француска - Енглеска 22-16
Велс - Италија 38-14
Пето коло
Италија - Шкотска 27-29
Енглеска - Ирска 15-24
Велс - Француска 14-13

## Табела
|   | Селекција                      | ИГ | Д | Н | И | ПД  | ПП  | ПР   | ББ | Б  |  |
| - | ------------------------------ | -- | - | - | - | --- | --- | ---- | -- | -- |  |
| 1 | Рагби репрезентација Ирске     | 5  | 5 | 0 | 0 | 160 | 82  | +78  | 3  | 26 |  |
| 2 | Рагби репрезентација Велса     | 5  | 3 | 0 | 2 | 119 | 83  | +36  | 3  | 15 |  |
| 3 | Рагби репрезентација Шкотске   | 5  | 3 | 0 | 2 | 101 | 128 | -27  | 1  | 13 |  |
| 4 | Рагби репрезентација Француске | 5  | 2 | 0 | 3 | 108 | 94  | +14  | 3  | 11 |  |
| 5 | Рагби репрезентација Енглеске  | 5  | 2 | 0 | 3 | 102 | 92  | +10  | 2  | 10 |  |
| 6 | Рагби репрезентација Италије   | 5  | 0 | 0 | 5 | 92  | 203 | -111 | 1  | 1  |  |

| Победник Купа шест нација 2018.                               |
| ------------------------------------------------------------- |
| Рагби репрезентација Ирске 14. титула првака Европе у рагбију |

## Индивидуална стастика
Највише поена
- Максим Машенод 50, Француска
- Ли Халфпени 49, Велс
- Џони Секстон 44, Ирска
- Томазо Алан 41, Италија
- Грег Леидлов 41, Шкотска

Највише есеја
- Џејкоб Стокдејл 7, Ирск
- Џони Меј 4, Енглеска
- Матео Минози 3, Италија
- Томазо Алан 3, Италија
- Хју Џонс 3, Шкотска